# Desa Sidorejo (administrativ by i Indonesien, Yogyakarta, lat -7,99, long 110,70)
Desa Sidorejo är en administrativ by i Indonesien.   Den ligger i provinsen Yogyakarta, i den västra delen av landet, 500 km öster om huvudstaden Jakarta.